# Isabel Wilkerson
Isabel Wilkerson (Washington D. C., 1961) es una periodista estadounidense y autora de The Warmth of Other Suns: The Epic Story of America's Great Migration (2010) y Casta: el origen de lo que nos divide (2020). Es la primera mujer afroamericana en ganar el Premio Pulitzer de periodismo.
Wilkerson fue editora jefe del periódico universitario de la Universidad Howard, hizo una pasantía en Los Angeles Times y Washington Post, y se convirtió en jefa de la oficina de Chicago de The New York Times. También fue profesora en Emory, Princeton, Northwestern y la Universidad de Boston.
Wilkerson entrevistó a más de mil personas para The Warmth of Other Suns, que documenta las historias de la Gran migración afroamericana a las ciudades del norte y el oeste durante el siglo XX. Su libro Casta identifica la jerarquía racial en los Estados Unidos como un sistema de castas. Ambos libros han sido best-sellers.

## Biografía
Wilkerson nació en Washington D. C. en 1961 de padres que abandonaron Virginia durante la Gran Migración Afrocamericana. Su padre, Oscar Lawton Wilkerson, fue uno de los aviadores de Tuskegee durante la Segunda Guerra Mundial.
Wilkerson estudió periodismo en la Universidad Howard y se convirtió en editora jefe del periódico universitario The Hilltop. Durante la universidad, realizó una pasantía en publicaciones como Los Angeles Times y The Washington Post.

## Trayectoria
En 1994, mientras era jefa de la oficina de Chicago de The New York Times, se convirtió en la primera mujer afroestadounidense en ganar el premio Pulitzer de periodismo, ganando el premio a la escritura de largometrajes por su cobertura de las inundaciones del medio oeste de 1993 y su biografía sobre un niño de 10 años que se responsabiliza de sus cuatro hermanos. Varios de sus artículos están incluidos en el libro Historias destacadas del Premio Pulitzer: Los mejores escritos de Estados Unidos, 1979 - 2003, editado por David Garlock.
También ha sido profesora de periodismo James M. Cox en la Universidad Emory, profesora de periodismo Ferris en la Universidad de Princeton y profesora becada por Kreeger-Wolf en la Universidad del Noroeste y profesora de periodismo y directora de no ficción narrativa en la facultad de comunicación de la Universidad de Boston. También se trabajó como miembro de la junta del Programa Nacional de artes en periodismo de la Universidad de Columbia.
Después de quince años de investigación y escritura, publicó The Warmth of Other Suns: The Epic Story of America's Great Migration  en 2010, que examina las tres rutas geográficas que solían usar los afroamericanos que salían de los estados del sur entre 1915 y el 1970, ilustrada a través de las historias personales de las personas que tomaron esas rutas. Durante su investigación para el libro, Wilkerson entrevistó a más de 1000 personas que emigraron del sur a las ciudades del norte y del oeste. El libro alcanzó el número 5 en la lista de libros de no ficción más vendidos del New York Times y desde entonces ha sido incluido en las listas de los mejores libros de 2010 por muchos críticos, incluidos The New York Times, Los Angeles Times, The New Yorker, Amazon.com, Salon.com, The Washington Post, The Economist, Atlanta Magazine y The Daily Beast. En marzo de 2011, el libro ganó el Premio del Círculo de Críticos Nacional del Libro en no ficción. El libro también ganó el premio Anisfield-Wolf de no ficción, el premio de historia Mark Lynton, el premio del libro Sidney Hillman, el premio Heartland de no ficción y también fue finalista de no ficción del premio literario de la paz de Dayton en 2011.
En una entrevista en el New York Times de 2010, Wilkerson se describió a sí misma como parte de un movimiento de afroestadounidenses que han optado por regresar al Sur después de generaciones en el Norte.
El libro de Wilkerson Casta: el origen de lo que nos divide sostiene que la estratificación racial en los Estados Unidos se entiende mejor como un sistema de castas, similar a las castas de la India y la Alemania nazi. Una reseña de 2020 en The New York Times lo describió como "un clásico estadounidense y, con certeza, el libro de no ficción clave del siglo estadounidense hasta el momento". Publishers Weekly llamó a Casta una "historia social poderosa y extraordinariamente oportuna". El Chicago Tribune escribió que el libro estaba "entre los mejores libros del año". El libro alcanzó el puesto número uno en The New York Times Best Seller list. El 14 de octubre de 2020, Netflix anunció que Ava DuVernay escribirá, dirigirá y producirá una adaptación cinematográfica de Casta.

### Libros
- El calor de otros soles: la historia épica de la gran migración de Estados Unidos (Random House, 2010). ISBN 978-0-679-44432-9
- Casta: el origen de lo que nos divide (Random House, 2020). ISBN 978-0-593-23025-1

### Ensayos, columnas y conferencias.
- The New American Reader: Recent Periodical Essays, editado por Gilbert H. Muller (McGraw-Hill, 1997)
- "Le dio un giro al diseño", en The Last Word: The New York Times Book of Obituaries and Farewells : una celebración de vidas inusuales, editado por Marvin Siegel (William Morrow, 1997)
- "Superstars of Dreamland", en Best American Movie Writing, editado por George Plimpton (St. Martin's Press, 1998)
- Nosotros, los estadounidenses: celebrando una nación, su gente y su pasado, editado por Thomas B. Allen y Charles O. Hyman (National Geographic Society, 1999)
- "Two Boys, a Debt, a Gun, a Victim: The Face of Violence", en Writing the World: Reading and Writing about Issues of the Day, editado por Charles R. Cooper, Susan Peck MacDonald (Macmillan, 2000). ISBN 0-312-26008-3
- Escrito en la historia: Reportaje del premio Pulitzer del siglo XX, editado por Anthony Lewis (Times Books, Henry Holt and Company, 2001)
- "First Born, Fast Grown: The Manful Life of Nicholas, 10", en Feature Writing for Newspapers and Magazines: The Pursuit of Excellence, editado por Edward Jay Friedlander y John Lee (HarperCollins College Publishers, 1997); y The Princeton Anthology of Writing, editado por John McPhee y Carol Rigolot (Princeton University Press, 2001)
- Varios artículos, Premio Pulitzer Feature Stories: America's Best Writing, 1979 - 2003, editado por David Garlock (Iowa State University Press, 1998; Wiley-Blackwell; 2ª edición, 18 de abril de 2003)
- " Entrevistando fuentes", informe de la conferencia de periodismo narrativo Nieman de primavera de 2002
- "Angela Whitiker's Climb", en Class Matters, por corresponsales de The New York Times (Times Books, 2005)
- "Entrevistas: intimidad acelerada", en Telling True Stories: A Nonfiction Writers' Guide from the Nieman Foundation at Harvard University, editado por Mark Kramer y Wendy Call (Plume Penguin Books, 30 de enero de 2007)
- "El sistema de castas duradero de Estados Unidos" (artículo de portada de The New York Times Magazine, 1 de julio de 2020)[19]

## Premios
- 1993 Premio George S. Polk por reportajes regionales, en The New York Times
- 1994 Premio Pulitzer de Periodismo por Redacción de Largometrajes[20]
- 1994 Premio al Periodista del Año de la Asociación Nacional de Periodistas Negros
- 1998 Beca Guggenheim[21]
- Premio del Círculo Nacional de Críticos de Libros 2010 (no ficción), ganador, El calor de otros soles
- Premio de imagen NAACP 2011 al autor debutante de obra literaria destacada, nominado, The Warmth of Other Suns
- 2011 Anisfield-Wolf Book Award, ganadora, The Warmth of Other Suns
- 2015 Medalla Nacional de Humanidades del Fondo Nacional de las Humanidades[22]
- 2020 Los Angeles Times Book Prize Ganadora de interés actual, Casta [23]
- 2022 Doctorado honoris causa en Letras Humanitarias de Smith College.